# マチャイアス (メイン州)
マチャイアス（英: Machias、[məˈtʃaɪ.əs]）は、アメリカ合衆国メイン州の町。ワシントン郡の郡庁所在地である。メイン州のダウンイーストと呼ばれるカナダ国境に近い位置にある。人口は2,221 人（2010年）であり、メイン州の郡庁所在地としては人口最少である。町内にはメイン大学マチャイアス校と、町が所有する小さな公営空港であるマチャイアス・バレー空港がある。「マチャイアス」という言葉はパサマクォディ族インディアンの言葉で「悪い小さな滝」と訳すことができ、マチャイアス川のことを指している。アメリカ独立戦争の時に最初の海戦が起きた場所として知られている。

## 歴史
イングランド人が最初にマチャイアスのある地域に入って来たのは、1633年にリチャード・バインズが、現在マチャイアスポートのある場所に、プリマス・カンパニーのために交易基地を設立したときだった。

### マチャイアスへの襲撃、1633年
最初の拠点ができた時代はフランスとイングランドの間で激しい領土争いが起きていたときだった。フランス領アカディアの指揮官シャルル・ド・ラ・ツールが、ノバスコシアのポートロイヤルにあった首都から降って来て、守備隊6人のうち2人を殺し、他の者達をその商品と共に連れ去った。その後の120年間、イングランドからもフランスからもこの地点を領土にしようという永続的な動きが無かった。
1704年、ベンジャミン・チャーチ少佐がここで、イギリス海峡のジャージー出身のジョン・ブレトゥーンと妻子、およびM・ラトルとその妻さらに3人の子供たちを発見して捕まえた。1734年、当時のマサチューセッツ湾直轄植民地総督のジョナサン・ベルチャーがこの地を訪れた。
1762年、干ばつのために干し草が不足し、スカボローのイザイア・フォスター、アイザック・ララヒー達が草を探してこの地を訪れ、湿地帯で大量の草を発見した。翌年大勢の人々がここに入植し、この場所の長所に親しむようになった。80人居た開拓者のうち少なくとも54人がスカボローの出身だった。彼らは植民地議会に開拓のためにこの近辺の払下げを請願し、それが1770年に認められた。1763年に住民となった者達の中に、サミュエル・スコットとシルバナス・スコット、T・D・リビーとG・リビー、S・ストーンとJ・ストーン、W・B・ララビーとJ・ララビー、D・ヒルとJ・ヒル、ダニエル・フォッグ、J・フォスターがおり、その大半はウェストフォールに入植した。またマンソン、フォスター、レビー、スコットたちはイーストフォールズに入った。1765年、モリス・オブライエンとその息子達が製材所2か所を建設した。
1768年、スティーブン・ジョーンズが入植してきた。その息子は長い間、ワシントン郡の一般訴訟裁判所判事と検認判事を務めていた。1770年、他にも多くの者が入植し、イースト川とウェスト川沿いに幾つかの工場が、さらにミドル川沿いに1つの工場が建設された。

### アメリカ独立戦争

#### マチャイアスの海戦、1775年
アメリカ独立戦争で最初の海戦はマチャイアスの海戦だった。作家ジェイムズ・フェニモア・クーパーはその著書『アメリカ合衆国海軍の歴史』の中で、この海戦のことを「海上のレキシントン」と呼んだ。1775年6月、マチャイアスの町民がイギリスから宿舎用木材を要求されたのを断り、その後にマチャイアス港でマチャイアスの海戦が起きた。ジェレマイア・オブライエン大尉とベンジャミン・フォスター大尉の指揮で開拓者達がイギリスの武装スクーナーHMSマーガレッタを捕獲した。

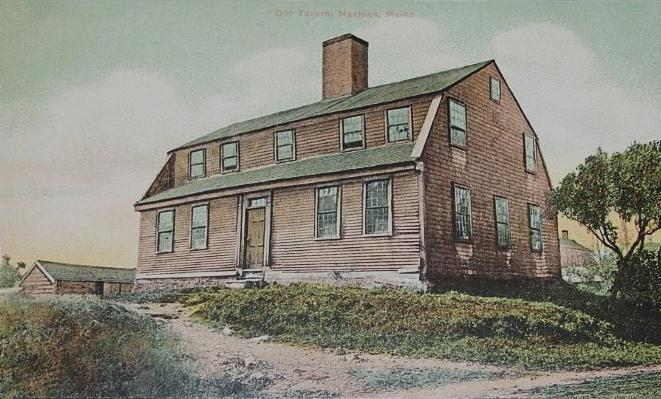
バーナム酒場、1911年

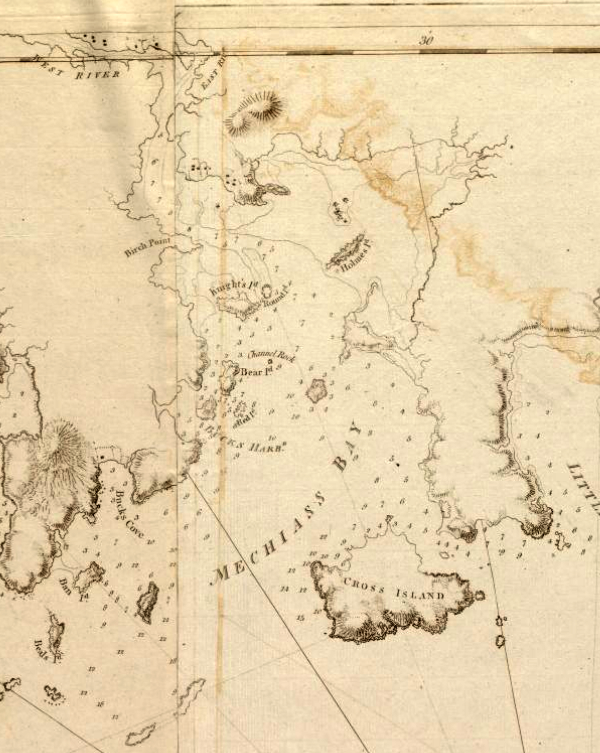
1776年のマチャイアス湾海図。マチャイアスの町は地図の上端。（現在のメイン州東部海岸あるマチャイアス湾。マチャイアス港はマチャイアス川が湾に注ぐ河口にある。マチャイアス港の上流（北）の支流西（左）にマチャイアス、東にイーストマチャイアスの町がある。ホームズ湾はマチャイアス湾北東の大きな部分であり、マチャイアス川河口の東にある）

レキシントンとコンコードの戦いでそれらの町の人々が陸上での戦いを始めたように、マチャイアスの多くの人々は海上での独立の戦いを始めることになった。ボストンのイカボッド・ジョーンズ船長が休暇を得て、小さな船に食料を積んでマチャイアスに派遣した。それは木と材木を積んで戻って来るという条件が付されていた。そのスループ船をムーア大尉の指揮するイギリス武装スクーナーマーガレッタが護衛しており、5月9日にマチャイアスに到着して、4月におきたレキシントンでの流血沙汰に関する最初の情報をもたらした。この町の目立つ場所に町民が自由の柱を建て、その感情を知らしめた日から幾らも経っていないときだった。ムーア大尉はその柱の意味を知り、町を砲撃するという威嚇の下にその柱の除去を命じた。ジョーンズの影響力もあり、ムーアはその威嚇の実行を一日伸ばしに伸ばしており、その間に住民は事態を検討するために集会を数回開いていた。しかしその度に結論は柱を除去しないということになった。最後の集会が月曜日に開かれることになり、その前の日曜日に集会所での礼拝が終わるときにムーア大尉を捕獲する作戦が立てられた。しかしムーアは川の上流から武装した者達が渡って来るのを窓から見て、危険を察知し、開いた窓から飛び出し、自艦に逃げた。武装した開拓者の集団が川岸に達したとき、開拓地に向けてマーガレッタから数発の砲弾が放たれ、川を下って行った。
翌朝早く、ベンジャミン・フォスター、ジェレマイア・オブライエンおよびその熱烈な支持者である兄弟5人、さらにその他の者達が桟橋に集合し、ジョーンズの木材輸送用スループを捕獲した。このとき大声で呼んで町の男たちを船に呼び上げた。マーガレッタを捕獲する作戦が明かされ、臆病な者は岸で待っていることを認められ、大胆な者達でもマスケット銃を携えている者は数人に過ぎなかったが、他の者は熊手や斧を取り、川を下り、イギリスのスクーナーの攻撃に向かった。別の一隊が小さな沿岸用ボートで後を追った。彼らは湾の中でスクーナーを発見し、乗り移るために並走した。イギリス艦からは大砲、マスケット銃さらに手りゅう弾で攻撃があり、それによって数人が殺された。両艦は離れたが、6人兄弟の1人であるジョン・オブライエンのみが敵艦に乗り移っていた。数人のイギリス兵が直ぐに彼に発砲したが、どれも当たらなかった。続いて銃剣での攻撃を仕掛けてきたが、それが届く前にジョンは海に飛び込み、自分たちのスループに向かって泳いでいた。ジョンは濡れただけで特に外傷もなく船にたどり着いた。マチャイアス住民が持っていた唯一の大砲は防塁用のものであり、これをレールの上に載せて発砲したところ、破壊的な効果があった。マスケット銃による攻撃も効果があり、マーガレッタの上甲板が払われた。指揮官のムーアの他数人が倒され、両艦が再度接舷されると、指揮を執っていた士官が怯えて甲板下に逃げ、即座に乗組員が降伏した。
その後の6月26日、マサチューセッツ議会がこの事件の英雄たちに感謝の意を表する決議を行った。マーガレッタはアメリカ人に捕まった最初のイギリス艦になった。フォスターとジェレマイア・オブライエンは間もなく私掠船に雇われ、かなりの成功を収めた。
マチャイアスの町にはバーナム酒場があり、マチャイアスの海戦の記念品を収める博物館となり、国定歴史史跡に指定されている。アメリカ独立戦争の記念として指定されている21軒の家屋の1つである。

#### 第二次マチャイアスの海戦、1777年
マチャイアスの町は直ぐに攻撃的となり、ニューブランズウィックやノバスコシアの愛国者を支援するための遠征が計画された。ノバスコシアの総督はこの危険な町を潰す必要があると考え、1777年、その目的でジョージ・コリアー海軍代将に4隻の艦船を指揮させ、80名の海兵を派遣した。この船隊は8月初旬に湾に到着し、海沿いの工場1つ、家屋2戸、納屋2軒、警備小屋1軒を燃やした後、下流で略奪を行い、マチャイアス滝から半マイル (800 m) のミドル川河口までブリッグ艦の1隻を艀に曳かせていった。ここに来て、高い岸の上から活発な砲弾が注がれたために、艀の乗組員はブリッグの上に乗り移ることとなり、そこでも全員が甲板下に退避したので、ブリッグはなす術もなく下流に流されていった。町の武器を持つことができる者は皆、岸に上がっており、スティルマン少佐が指揮していた。川の対岸にはジョン・アレンが送ったパサマクォディ族インディアン40ないし50人がおり、その酋長ジョセフ・ニーアラが指揮していた。インディアン達が特有の叫び声を上げ、それを白人が真似し、樹木がそれに答えて震えるまでになった。イギリス兵は再度湾に出て行った。この戦闘で特筆されるのは、西のプレザント川の開拓地から若い女性のハンナ・ウェストンが、愛国者のために20マイル (32 km) を火薬を運んできたことだった。イギリス船隊は1、2日後に湾から出て行った。

## 建物
この場所に工場を立てた最初の者達の中にイカボッド・ジョーンズとジョナサン・ロングフェローがいた。最初の集会所は1774年にジョージ・リビーが寄付した場所に建設されており、その場所には現在リビー・ホールが立っている。この建物は長さ42フィート (13 m)、幅25フィート (7.6 m) あり、平屋だった。1786年、町民投票により、集会所2棟を建てるために200ポンドを遣うことが認められた。マチャイアスの素晴らしい建物の中にはレンガと花崗岩を使って建てられた裁判所と監獄があり、裁判所は1855年に25,000ドルで、監獄は1857年に35,000ドルで建てられた。郵便局と税関を含む連邦政府の建物は、やはりレンガと花崗岩でできている。1871年に30,000ドルで建てられた。中央通り会衆派教会とリビー・ホールは精巧な木造建築である。他にも味があり見栄えのする民家が多い。通りは街路樹で飾られ、歴史や文化の標識も多い。
1879年にボストンで死んだジョージ・S・ヒラードはマチャイアスの生まれだった。マサチューセッツ州サフォーク郡裁判所の指導的なメンバーであり、様々な名誉ある公職を保持し、地理、歴史、旅行の分野で人気ある著作を著し、ヒラードの読者と呼ばれる生徒の読者がいた。
ポーター記念図書館は1890年代の開館以来町の公共図書館となっている。

## 新聞
マチャイアスで最初の新聞は「イースタン・ステイト」だった。ジェレマイア・ベイクが1823年12月23日に発刊した。週刊紙は2紙あった。「マチャイアス・レパブリカン」は毎週土曜日にC・O・ファーブッシュが発行する共和主義者の優れた新聞であり、「マチャイアス・ユニオン」はドリスコ・アンド・パーリンが出版社だった。毎週火曜日に発行され、政治思想的には民主主義だった。現在ある週刊紙は「マチャイアス・バレー・ニューズ・オブザーバー」であり、毎週水曜日に発行されている。

## 教会
マチャイアスとワシントン郡で最初に組織された教会は会衆派教会であり、1782年9月のことだった。ジェイムズ・ライアン牧師が最初の牧師となり、プリンストン大学を卒業して、1771年にマチャイアスに来た。1795年に死ぬまで東と西の村で礼拝を続けた。通常以上の能力があり、敬虔さが厚く、熱心な愛国者だった。この教会は現在も続いており、州内でも最大級だと言われている。他にも町内にはバプテスト、メソジスト、ユニバーサリスト、カトリックの教会がある。町には公共図書館があり、約2,000巻を蔵している。全て良好な教会の建物がある。町には優れた高校もあり、評価体系がある。学校舎が9つあり、そのうちの幾つかは上級の建物である。1870年の評価額は978,135ドルだった。1880年には779.588ドルになっていた。人口は1870年で2,525人、1880年で2,203人だった。
マサチューセッツ議会が1784年6月23日にマチャイアスを町として法人化した。当初は現在のイーストマチャイアス、ホィットニービル、マチャイアスポート、マーシュフィールドの各町を含んでいた。ペノブスコット川とセントクロア川の間では初めての法人化町だった。1826年1月24日にイーストマチャイアスが、1845年2月10日にホイットニービルが、1826年1月24日にマチャイアスポートが、1846年6月30日にマーシュフィールドが分離して別の町になった。
19世紀、北部の木材伐採のために主要な鉄道中心に発展した。
2004年、PBSテレビの番組『Colonial House』がマチャイアスポートで撮影され、一部はマチャイアスでも収められた。

## 産業
1800年代後半、600トン積の船が工場から300フィート (90 m) 以内で貨物を受け取ることができた。町内には製材所が8か所あり、長短の木材、窓枠、ブラインド、ドアを作っていた。1つ以上の造船所、鉄鋳造所と機械工場、製粉所2か所、梳毛工場、缶詰工場、荷馬車工場、帆布製作所、印刷所2か所、曳船会社、銀鉱山会社などがあった。マチャイアス貯蓄銀行は1880年の会計年度で339,708.36ドルの預金額、利益があった。ポートランド市との間に蒸気船航路があり、バンゴー市とカレス市とは駅馬車で結ばれていた。マチャイアスポートとホイットニービルを結ぶ貨物鉄道線は、パーマー・アンド・マチャイアスポート鉄道と呼ばれていた。現在は廃線となっている。

## 地理
マチャイアスはワシントン郡の南岸の中央にあり、マチャイアス川の河口に近い。西部は南のリトルケネベック湾に伸びている。マチャイアスポートが南東に接し、東はイーストマチャイアスとマーシュフィールドに接している。マーシュフィールドは北にも伸びており、ホイットニービルとジョーンズボロが西に接している。町の地形は平たんではないが、肥沃である。川沿いの岩は邪魔になることもあるが、滝から3マイル (5 km) 以内に花崗岩の広大な石切り場がある。この町の水力はマチャイアス川の一連の滝から得られた。滝は河口から6マイル (10 km) 上流にある航行可能な上限であり、イーストマチャイアスとの接続部より上にも3つある。滝の生み出す動力を合わせると約937馬力となる。
アメリカ合衆国国勢調査局に拠れば、町域全面積は14.80平方マイル (38.33 km2)であり、このうち陸地13.87平方マイル (35.92 km2)、水域は0.93平方マイル (2.41 km2)で水域率は6.29%である。マチャイアスはマチャイアス湾とリトルケネベック湾の奥にあり、それらは大西洋の一部であるメイン湾にある。
町内をアメリカ国道1号線と同代替路が通り、メイン州道92号線と同192号線も通っている。東にマチャイアスポート、南にロクブラフス、西にホィットニービル、北にマーシュフィールドの各町と接している。北は水路で隔てられてイーストマチャイアスの町がある。

### 気候
マチャイアスの気候は季節によって温度差が大きいのが特徴であり、夏は暖かいか暑くて湿度が高いことが多く、冬は寒くて時には厳しい寒さになる。ケッペンの気候区分に拠れば、湿潤大陸性気候、略号ではDfbである。
| マチャイアスの気候     | マチャイアスの気候 | マチャイアスの気候 | マチャイアスの気候 | マチャイアスの気候 | マチャイアスの気候 | マチャイアスの気候 | マチャイアスの気候 | マチャイアスの気候 | マチャイアスの気候 | マチャイアスの気候 | マチャイアスの気候 | マチャイアスの気候 | マチャイアスの気候 |
| 月                     | 1月                | 2月                | 3月                | 4月                | 5月                | 6月                | 7月                | 8月                | 9月                | 10月               | 11月               | 12月               | 年                 |
| ---------------------- | ------------------ | ------------------ | ------------------ | ------------------ | ------------------ | ------------------ | ------------------ | ------------------ | ------------------ | ------------------ | ------------------ | ------------------ | ------------------ |
| 平均最高気温 °C （°F） | −3 (26)            | −1 (30)            | 5 (41)             | 10 (50)            | 19 (66)            | 21 (69)            | 24 (76)            | 24 (76)            | 19 (67)            | 14 (57)            | 8 (46)             | 1 (33)             | 11.8 (53.1)        |
| 平均最低気温 °C （°F） | −16 (4)            | −12 (11)           | −6 (22)            | 0 (32)             | 5 (41)             | 9 (48)             | 12 (54)            | 12 (53)            | 8 (47)             | 4 (39)             | −2 (29)            | −11 (12)           | 0.3 (32.7)         |
| 降水量 mm （inch）     | 112 (4.4)          | 94 (3.7)           | 107 (4.2)          | 107 (4.2)          | 99 (3.9)           | 94 (3.7)           | 86 (3.4)           | 79 (3.1)           | 109 (4.3)          | 114 (4.5)          | 135 (5.3)          | 124 (4.9)          | 1,260 (49.6)       |
| 出典：Weatherbase      |                    |                    |                    |                    |                    |                    |                    |                    |                    |                    |                    |                    |                    |

## 人口動態

### 2010年国勢調査
以下は2010年国勢調査による人口統計データである。
| 基礎データ - 人口: 2,221 人 - 世帯数: 949 世帯 - 家族数: 445 家族 - 人口密度: 61.84人/km2（160.1 人/mi2） - 住居数: 1,114 軒 - 住居密度: 31.0 軒/km2（80.3 軒/mi2） 人種別人口構成 - 白人: 94.7% - アフリカン・アメリカン: 0.9% - ネイティブ・アメリカン: 1.0% - アジア人: 1.2% - その他の人種: 0.2% - 混血: 2.1% - ヒスパニック・ラテン系: 1.6% | 年齢別人口構成 - 18歳未満: 16.4% - 18-24歳: 19.1% - 25-44歳: 21.8% - 45-64歳: 23.3% - 65歳以上: 19.4% - 年齢の中央値: 38歳 - 性比（女性100人あたり男性の人口） - 総人口: 86.2 世帯と家族（対世帯数） - 18歳未満の子供がいる: 22.1% - 結婚・同居している夫婦: 31.5% - 未婚・離婚・死別女性が世帯主: 11.7% - 非家族世帯: 53.1% - 単身世帯: 43.2% - 65歳以上の老人1人暮らし: 19.8% - 平均構成人数 - 世帯: 2.00人 - 家族: 2.77人 |

### 2000年国勢調査
以下は2000年国勢調査による人口統計データである。
| 基礎データ - 人口: 2,353 人 - 世帯数: 939 世帯 - 家族数: 503 家族 - 人口密度: 65.4人/km2（169.4 人/mi2） - 住居数: 1,129 軒 - 住居密度: 31.4軒/km2（81.3 軒/mi2） 人種別人口構成 - 白人: 95.92% - アフリカン・アメリカン: 0.64% - ネイティブ・アメリカン: 0.98% - アジア人: 1.44% - その他の人種: 0.25% - 混血: 0.76% - ヒスパニック・ラテン系: 0.55% | 年齢別人口構成 - 18歳未満: 18.9% - 18-24歳: 20.4% - 25-44歳: 21.3% - 45-64歳: 20.9% - 65歳以上: 18.5% - 年齢の中央値: 36歳 - 性比（女性100人あたり男性の人口） - 総人口: 87.0 - 18歳以上: 81.9 世帯と家族（対世帯数） - 18歳未満の子供がいる: 24.7% - 結婚・同居している夫婦: 38.3% - 未婚・離婚・死別女性が世帯主: 11.9% - 非家族世帯: 46.4% - 単身世帯: 37.6% - 65歳以上の老人1人暮らし: 15.8% - 平均構成人数 - 世帯: 2.10人 - 家族: 2.75人 | 収入と家計 - 収入の中央値 - 世帯: 24,318米ドル - 家族: 36,705米ドル - 性別 - 男性: 29,107米ドル - 女性: 21,538米ドル - 人口1人あたり収入: 13,902米ドル - 貧困線以下 - 対人口: 23.5% - 対家族数: 15.6% - 18歳未満: 24.5% - 65歳以上: 23.6% |

## 教育
- マチャイアス記念高校
- マチャイアス・バレー・クリスチャン学校
- ローズ・M・ガフニー小学校[16]
- メイン大学マチャイアス校
- ワシントン・アカデミー

## 見どころ
- バーナム酒場博物館[17]
- オブライエン砦州立歴史史跡[18]

## 著名な出身者
- アルバート・ギャラティン、民族学者、アメリカ合衆国下院議員、同財務長官